# 던디 유나이티드 FC
던디 유나이티드 FC(Dundee United Football Club)는 스코틀랜드 던디를 연고로 하는 축구 클럽으로, 1909년에 창단했다.
1909년 던디 하이버니언(Dundee Hibernian)이라는 이름으로 창설되었으며 1923년에 현재의 명칭으로 변경했다. 던디를 연고로 하는 축구 클럽인 던디 FC와 라이벌 관계에 있다.

## 역대 성적
- 스코틀랜드 프리미어리그: 우승 1회 (1982–83)
- 스코틀랜드 풋볼 리그 1부: 우승 2회 (1924–25, 1928–29), 준우승 2회 (1931–32, 1959–60)
- 스코틀랜드 컵: 우승 2회 (1993–94, 2009–10), 준우승 7회 (1973–74, 1980–81, 1984–85, 1986–87, 1987–88, 1990–91, 2004–05)
- 스코틀랜드 리그 컵: 우승 2회 (1979–80, 1980–81), 준우승 4회 (1981–82, 1984–85, 1997–98, 2007–08)
- UEFA 컵: 준우승 1회 (1986―87)

## 선수 명단

### 현역
참고: FIFA 자격 규정에 따라 소속된 국가대표팀 국기를 표시합니다. 선수는 복수의 FIFA 비회원국 국적을 가지고 있을 수 있습니다.
| 번호 | 포지션 | 국적         | 이름                  |
| ---- | ------ | ------------ | --------------------- |
| 1    | GK     | 잉글랜드     | 잭 월턴               |
| 10   | MF     | 북마케도니아 | 다비드 바분스키       |
| 16   | DF     | 아일랜드     | 엠마누엘 아데그보예가 |
| 17   | MF     | 잉글랜드     | 루카 스티븐슨         |
| 19   | FW     | 잉글랜드     | 샘 달비               |

| 번호 | 포지션 | 국적     | 이름        |
| ---- | ------ | -------- | ----------- |
| 21   | FW     | 아일랜드 | 루아리 패튼 |

## 역대 감독
| 감독      | 임기   |
| --------- | ------ |
| 짐 구드윈 | 2023 ~ |